# Yesid Alfredo Meneses
Yesid Alfredo Meneses (ur. 25 kwietnia 1983) – kolumbijski zapaśnik w stylu klasycznym. Zajął 29 miejsce na mistrzostwach świata w 2007. Piąty na igrzyskach panamerykańskich w 2011. Zdobył brązowy medal na mistrzostwach panamerykańskich w 2011 roku.